# Arteria nutricia
Se conoce como arteria nutricia (TA: arteria nutriens) a cualquier arteria que irriga la médula ósea de un hueso largo.
Ejemplos de arterias nutricias son:
- La arteria nutricia de la tibia (arteria nutriens tibiae, arteria nutricia tibia). Se origina en la arteria tibial posterior. No presenta ramas.
- Las arterias nutricias del fémur (arteriae nutriciae femoris). Se originan en la tercera arteria perforante. No presentan ramas.
- Las arterias nutricias de húmero (arteriae nutriciae humeri, arteriae  nutrientes humeris). Se originan en las arterias braquial y braquial profunda. No presentan ramas.
- La arteria nutriente del peroné (arteria nutriens tibiae, arteria nutriens fibulae). Se origina en la arteria peroneal. No presenta ramas.